# 支那學 (雜誌)
支那学（日语：しながく）是於1920年（大正9年）9月起創刊的日本学术期刊，該期刊一直出版至1947年（昭和22年）8月。

## 概要
20世纪，京都帝國大學文科有三位教授從事中國學（當時日本稱之為支那學）研究，他們分別是狩野直喜（支那語學、支那文學）、桑原隲藏（東洋史学）以及內藤湖南。此時京都大學內還形成了京都學派（京大支那学、京都支那學）。在京都帝国大学文科成立之初，曾有人提議設立「支那学科」，不過這個提議没有实现。於是狩野直喜和內藤湖南将分属於哲学科（支那哲学）史学科（東洋史学）和文学科（支那文学）的支那学研究者和学生召集在一起，成立了一个名为「支那学会」的社团。 該學會的一些成員打算出版一份杂志並刊登他们的研究成果，1920年9月，他们以 「支那学社」的名义出版『支那学』雜誌，出版社為弘文堂，雜誌當時由本田成之負責，此外小島祐馬（支那哲学史）以及青木正児（支那文学）也參與了雜誌的編輯工作。
据说该杂志第一期的 "发刊词 "是由青木正儿撰写的，他感叹 "人们对支那学不夠重視"。雜誌創辦後，狩野直喜、內藤湖南、神田喜一郎、鈴木虎雄、武内義雄和其他京都支那学學者經常在雜誌上撰文。例如1920年青木正儿就在《支那学》上發表文章《以胡适为中心涡旋浪涌着的文学革命》，向日本介绍中国新文学。1921年，有人在《支那学》发表了胡适和康白情的诗，這些詩被翻譯成日文，也是中国新文学作品第一次被译成日文。
该杂志最终成为支那学会事实上的官方杂志，由于该协会在第二次世界大战后停辦，该杂志也于1947年8月第12卷第5号出版之後終刊。1969年（昭和44年）弘文堂出版了該雜誌的復刻版。

## 另見
- 中国学
- 京都學派